# Невинное упражнение
«Невинное упражнение» — литературный журнал, выходивший в Москве в 1763 году при покровительстве президента Академии наук Е. Р. Дашковой. Издателем его был И. Ф. Богданович, воспитанник М. Хераскова и бывший сотрудник «Полезного увеселения». Выходил ежемесячно с января по июнь 1763 года. Журнал закрылся так как основные подписчики, императрица и императорский двор возвратились в Петербург, куда отправился и Богданович. В заключительном письме к читателям редакция сообщала, что журнал прекращен «по многим неотвратимым препятствиям и в первых потому, что как издатели, так и те, кои подписались брать наш журнал, из Москвы разъехались». 
Программа журнала — смешение «забавного с полезным». Требование к материалам — «лишь бы сочинено было разумно», отрицало сатиру («Сатира», № 5).
В издании помещались переводы Гельвеция, Вольтера и других европейских авторов, стихи: аллегории, мадригалы, эпиграммы. Покровительствовавшая журналу кн. Е. Р. Дашкова опубликовала перевод из Гельвеция «О источнике страстей» (№ 1—2) и «О эпическом стихотворстве» (№ 1—4). Большая часть статей и переводов принадлежит самому издателю, в частности перевод поэмы Вольтера «На разрушение Лиссабона» (№ 4). Печатались начинающие авторы.